# Smart-gyilkosság
Az úgynevezett Smart-gyilkosságot 1990. május 1-jén követték el a New Hampshire állambeli Derry városkában, az Egyesült Államokban. Az áldozat Greggory Smart 24 éves biztosítási ügynök, akit négy kamasz fiú, William „Billy” Flynn, Patrick Randall, Vance Lattime és Raymond Fowler gyilkolt meg, tettüket pedig betörésnek próbálták álcázni. A gyilkosság felbújtója az áldozat felesége Pamela Smart (szül. Wojas) volt, aki a fő végrehajtóval közeli érzelmi kapcsolatban állt.
1991-ben valamennyijüket bűnösnek találták. A legsúlyosabb büntetést Pamela Smart kapta tényleges életfogytiglan formájában, a feltételes szabadlábra bocsátás lehetősége nélkül.
Pamela Smart tárgyalása volt az első, amit televíziós csatornák élőben közvetítettek az Egyesült Államokban.

## Előzmények
Pamela Ann Wojas 1967. augusztus 16-án született a New Hampshire-beli Windhamben John és Linda Wojas két gyermeke közül a másodikként. Gyerekkora nagy részét Miamiban töltötte, majd családja visszaköltözött New Hampshire-be, Derrybe. Pamela az ottani Pinkerton Akadémián végezte középiskolai tanulmányait, ahol többek között pom-pomlány volt, valamint elnyerte a tiszteletbeli hallgató címét és osztályfelügyelő is volt. A floridai állami egyetemen kommunikációt hallgatott, s az egyetemi rádió házigazdája és lemezlovasa volt.
19 éves korában, 1986-ban találkozott Greggory Smart-tal, amikor a karácsonyi szünetben hazalátogatott New Hampshire-be. 1987. februárjától már komoly kapcsolatban voltak, két évvel később pedig egybekeltek. Greggory Floridában élt feleségével, amikor Pamela épp végzős volt az egyetemen. Idővel mindketten visszatértek New Hampshirbe, ahol egy Morning Misty Drive nevű társasházban éltek együtt.
A pár heavy metal rajongó volt, hét hónappal később viszont megromlott a kapcsolatuk. Ennek egyik oka, hogy Pamela érzelmileg még mindig egy 16 éves kislány szintjén állt, szemben Gregg már egyre jobban kezdett felnőtt, érett férfiként viselkedni, ami kiábrándítóan hatott feleségére.
Pamela ekkoriban már a hamptoni Winnacunnet Főiskolán dolgozott médiakoordinátorként és itt találkozott a másodéves William Flynn-nel, becenevén Billy-vel, egy drog-prevenciós program kapcsán, amelyben mindketten önkéntesként működtek közre. Billy szintén rajongott a heavy metalért: ez és a fiú kamaszkora (mely megfelelt az érzelmi fejlődésben megrekedt Pamelának) hozta őket közelebb egymáshoz. Pamela egy másik gyakornokkal, Cecelia Pierce-szel is baráti viszonyt alakított ki, akivel megosztotta egyebek mellett a férjével kirobbant konfliktusai részleteit is.
Flynn és Pamela szexuális viszonyt folytattak egymással körülbelül 1990. február 5-e óta. Az ifjú asszony olyan erősen magához vonta a fiút, hogy rávette ölje meg férjét, Gregget, ellenkező esetben szakít vele. Pamela még Ceceliának is beszámolt tervéről, Flynn pedig három másik idősebb barátjával megtervezte a gyilkosságot: Patrick Randallel (becenevén Pete), Vance Lattime-mal (becenevén J.R.) valamint Raymond Fowler-rel.
A három fiatalnak már volt dolga a hatóságokkal, de csak apróbb bűncselekmények (kocsifeltörések, rézcsövek ellopása, stb.) volt írható a rovásukra. Patrick és Vance Billy-vel együtt ráadásul szerepeltek is egy dokumentumfilmben, aminek elkészítésével Pamela Smartot bízták meg.

## A gyilkosság és nyomozás
A négy fiatal egy 38-as kaliberű pisztollyal (amely Lattime-től származott) behatoltak Smarték lakásába 1990. május 1-jén este. Gregg gyanútlanul nyitott először ajtót, mire a három támadó rárontott, dulakodtak vele, majd lefogták. Randall kést szorított Gregg Smart torkának, aki az életéért könyörgött. Flynn ekkor fejbe lőtte a pisztollyal, előtte még annyit mondott: „Isten bocsássa meg tettemet…” Majd minden úgy rendeztek, mintha betörők jártak volna a házban, akiket a férfi vélhetően tetten ért.
Gregg holttestét a munkából hazaérkező Pamela fedezte fel este tízórakor, majd értesítette a rendőrséget. A kiérkező rendőröknek az mondta, hogy a házból eltűnt 300 dollár, kompaktlemezek és ékszerek is.
A rendőrség viszont már kezdettől fogva gyanúsnak találta az esetet, mivel a támadók lőfegyvert használtak, amely a környékbeli betöréseknél nem volt jellemző. A gyilkosságot ráadásul az esti órákban követték el egy társasházban, ahol a napnak abban a szakában az emberek otthon tartózkodtak. Mindez nagyfokú elővigyázatlanságra vallott. Újabb furcsaságot jelentett, hogy az elkövetők a pár Hayley névre hallgató kiskutyáját bezárták az alagsori pincébe. Nem volt továbbá nyoma a szokványos betörésekre jellemző erőszakos behatolásnak (nem feszítették fel a zárakat).
További gyanúra adott okot Pamela feltűnően együttműködő viselkedése, aki saját „elméleteivel” is traktálta a nyomozóhatóságokat a bűncselekményt illetően nyomban a helyszínelés során. Nem olyannak tűnt, mint aki rossz állapotban van egy ilyen hatalmas megrázkódtatás után, hanem teljesen kihallgatható volt.
Az elkövetkező napokban Pamela Smart újabb bizarr dolgokat tett. A rendőrség határozott kérése ellenére, miszerint ne szóljon a sajtónak, Pamela egy Bill Spencer nevű nyomozóriportert kért meg, hogy csináljon vele interjút. A kérés megdöbbentette Spencert és mindenki mást is. Az újságíró visszaemlékezése szerint az interjú készítésekor Pamela egyáltalán nem tűnt gyászoló özvegynek, nem volt elkeseredett, megtört, vagy éppen bánatos. A külsejére is szemlátomást igen ügyelt. Spencer még jobban elcsodálkozott, amikor Pamela konkrét ötletekkel állt elő hogyan is készítsen hatásos felvételeket az interjúhoz, amivel azt a benyomást keltette, hogy Gregg meggyilkolásából afféle szenzációs sztorit akar faragni. Az interjúban ráadásul Pamela olyan meghökkentő kijelentéseket tett, miszerint a gyilkosság „ennél jobbkor nem is jöhetett volna el Gregg életében.”
Pamela a gyilkosságot követő hetekben még Spenceren kívül egy tucat másik újságírónak adott interjút. Abszurd viselkedését egyesek a munkájából adódó személyes figyelemfelkeltésnek tartják, míg mások (elsősorban a családja és barátai) a már korábban is szedett hangulatjavító gyógyszereknek tudják be. A nyomozókat az ügy megoldása érdekében tett munkájuk okán erőteljesen aggasztotta, hogy Pamela Smart a férje meggyilkolásának minél nagyobb visszhangot akar adni a médiában. A sajtóérdeklődéssel párhuzamosan a közvélemény érdeklődése is megnőtt a Smart-ügy iránt, ezáltal a rendőrségre fokozott nyomás nehezedett, ugyanakkor ez alapozta meg a későbbi tárgyalásról készült médiaközvetítést is.
A nyomozást vezető Daniel Pelletier és munkatársai szemtanúk segítségével beazonosították Flynnt, Randallt és Lattime-ot, akit aznap láttak Smarték háza környékén, s akik egy autóval menekültek el a helyszínről. Mint később kiderült, a kocsit Randall vezette, Fowler pedig megvárta őket a gépjárműben. Flynn-t, Lattime-t és Randall-t június 12-én állították elő, akik addig bujkáltak.
Május 14-én Pelletier fülest kapott arról, hogy Pamela barátnője, Cecelia Pierce tudhat valamit az ügyről, ezért a rendőrség felkereste a lányt. Pierce ráállt a hatósággal való együttműködésre, így telefonját lehallgathatták, s információkat gyűjtöttek Pamela Smartról. A hatóságokat egy másik kamasz is értesítette, aki fültanúja volt annak, hogy Flynn, Randall és Lattime a gyilkosságról beszélnek.
Lattime apja, id. Vance Lattime, miután megtudta fiúk egyik barátjától, hogy fiának köze lehet a gyilkossághoz, sőt a fegyvert meg is találta fia szobájában, nyomban átadta a revolvert a rendőrségnek. A ballisztikai szakértők a pisztolyt a gyilkos fegyverként azonosították be.
Pelletier emberei kihallgatták Flynn közeli barátait és ismerőseit, akik közvetlen bizonyítékokkal (pl. videófelvételekkel) is szolgáltak a Flynn és Pamela közötti szoros, és láthatóan bensőséges kapcsolatról.
Miután kellő mennyiségű bizonyíték gyűlt össze, Daniel Pelletier letartóztatta Pamela Smartot, aki attól fogva a goffstown-i női börtönben ült előzetes letartóztatásban.

## A büntetőeljárás
A Smart-ügy helyi szinten már komoly médiafigyelmet nyert, ám ezután az egész Egyesült Államokban a középpontba került és ez lett az első, élőben közvetített tárgyalás gyilkossági ügyben. Várható volt, ha a vádlottakat bűnösnek találják, úgy életfogytiglani szabadságvesztés vár rájuk. Flynn, Lattime és Randall 1991. január 28-án vádalkut kötöttek az ügyészséggel, így ők teljeskörű beismerő vallomást tettek a bíróság előtt. Ráadásul a külföldi sajtó is felfigyelt az ügyre: ausztrál, új-zélandi és japán riporterek is az államokba jöttek, hogy közvetítsenek a tárgyalásról.
A közvélemény felháborodása és megrökönyödése nagy volt, miután napvilágra kerültek olyan szóbeszédek, hogy Pamela csak azért csábította el Billy Flynn-t, hogy rajta keresztül szabaduljon meg Gregg-től. A gyilkosságot elkövető négy fiatalt Diane Nicolosi főügyész-helyettes, a vád képviselője is csak naiv áldozatokként jellemezte és leginkább Pamela Smart számító hidegvérűségét hangsúlyozta, aki női bájait felhasználva rángatta bele Flynn-t a gyilkosság elkövetésébe.
A per március 4-én kezdődött Douglas Gray bíró elnöklete mellett: az első egy hétben bemutatták a vádiratot és Flynn vallomást tett; a fiú sírva árulta el a gyilkosság részleteit, eközben Pamelán nem volt tapasztalható bármilyen érzelem. Még Gregg Smart családja is, amikor meghallgatta a megrendült Billy Flynn tárgyaláson tett vallomását, együttérző kezdett lenni a fiúval szemben.
A vád jelentős mértékben épített Cecelia Pierce, mint koronatanú vallomására, aki részletesen taglalta a Flynn és Pamela közötti viszonyt. Elmondta, hogy 1990 márciusában jelen volt Smarték lakásán, mikor Gregg nem volt otthon, ahol megnézték a 9 és 1/2 hét c. erotikus filmet, melynek hatása alatt Billy és Pamela együttlétre vonult a szobába. Pamela elárulta Ceceliának, hogy házassága boldogtalan, de nem akar válni, mert fél, hogy azzal elveszítené a közös vagyonukat. Flynn-nek már első intim együttlétük után előállt azzal, hogy legszívesebben megszabadulna Gregg-től. Billy jóvoltából a sajtó is nyilvánosságra hozott olyan fotókat, amiket a fiú készített a fehérneműben erotikus pózban álló Pameláról.
Perdöntőnek bizonyultak a Pamela és Cecelia beszélgetéseiről titokban készült felvételek, amelyek az esküdtszékre komoly hatással voltak. Számos dolog vallott Pamela Smart bűnösségére, így az olyan apró részletek megtervezése, mint a kutyájuk bezárása, vagy hogy mit tulajdonítsanak el a lakásból, miközben más komolyabb értékek érintetlenek maradtak, noha nem lett volna nehéz őket megtalálnia egy kezdő betörőnek sem. Mint kiderült, Pamela kímélni akarta az imádott kutyáját, nehogy valami bántódása essen, vagy az erőszak látványa megviselné őt, amitől esetleg elpusztulna.
A nyomozás szerint továbbá Pamela a férje után járó 140 ezer dolláros életbiztosításra is rá akarta tenni a kezét. Ebből 90 ezret ígért Flynn-nek, amelyet nem sokkal később valóban befizetett a fiú számlájára.
Flynn az előzetes letartóztatásában eleinte még nem akart együttműködni a hatóságokkal egészen addig, amíg rá nem eszmélt arra, hogy Pamela már nem is foglalkozik vele, hanem egyedül hagyja a slamasztikában. Flynn vallomása szerint Pamela ötlete volt az is, hogy lőfegyvert használjanak férje meggyilkolásához. Elárulta továbbá, hogy az iránta érzett szerelem annyira elvakította, hogy érte még ölni is képes volt. Pamela ráadásul érzelmileg zsarolta, azt a vágta a fejéhez, hogy túl lágyszívű, nyilván nem szereti őt, mert nem lenne képes Gregg-et eltenni láb alól.
A bíróságon Pamela elismerte a Flynn-nel való viszonyát, ám azt állította, hogy ő már épp rendezni készült kapcsolatát férjével. A gyilkosság kizárólagos elkövetését pedig Flynn-re, mint a féltékeny szeretőre akarta ezzel hárítani, hangoztatva, hogy nem tudott a fiú tervéről.
Pamela Smart azonban a két másik elkövetővel, Lattime-mal és Randall-el is közvetlen kapcsolatba került. Május 1-jén ő kölcsönzött kocsit nekik, hogy azzal a lakásukhoz hajtsanak, továbbá megtárgyalták a gyilkosság végrehajtásának menetét.
Az ítéletet a rockinghamn megyei legfelsőbb bíróságon mondták ki 1991. március 22-én: a tizenkét tagú esküdtszék egyhangúlag találta bűnösnek Pamela Smartot minden vádpontban, köztük gyilkosságra való felbujtásban, továbbá tanúk befolyásolásában. Cecelia Pierce-re korábban ugyanis nyomást próbált gyakorolni, hogy semmit se mondjon, illetőleg hazudjon a rendőrségnek, akármiről is kérdezik.

## Az eset utóélete

### Pamela Smart
Pamela Smart büntetésének letöltését előbb Goffstownban kezdte, majd 1993-ban fegyelmi és biztonsági problémák miatt áthelyezték a Bedford Hills-i női javítóintézetbe, New York államba.
Smart a mai napig hangoztatja ártatlanságát és annyiban vétkesnek érzi magát a férje halálát illetően, hogy a kiskorú Flynn-nel kezdett viszonyt, aki féltékenységből ölte meg Gregg-et.
Az intézetben Smart tovább tanult, mesterfokú irodalom- és jogi diplomát szerzett, s más fogvatartottakat oktatott. Tagja lett a National Organization for Women-nek, amelynek keretében a női fogvatartottak jogaiért kampányolt.
1996 októberében Smartot két rabtársa, Mona Graves és Ghania Miller súlyosan bántalmazták, ami miatt Smart arcában protézist ültettek. A támadás oka állítólag az volt, hogy Smart jelentést tett a Graves és Miller közötti leszbikus kapcsolatról. Az eset után a két elítéltet másik börtönbe szállították át. A fizikai bántalmazás következtében Smartot a mai napig krónikus fájdalmak gyötrik és elmondása szerint gyakran támadnak öngyilkossági gondolatai.
Smart elmondta, hogy még mindig figyel Flynn-re, akit szabadsága kulcsá-nak nevez, mert szerinte csak ő mondhatja el az igazat, miszerint ő nem tudott a gyilkosságról.
2003-ban a National Enquirer fotókat tett közzé Smartról, amelyeken hiányos öltözetben volt látható. Smart ezért pert indított a börtön ellen; állítása szerint a fotókat az egyik őr készítette róla, aki ráadásul meg is erőszakolta őt. Kérelmét a hatóságok elutasították.
2004-ben Smart és egy másik, gyilkosságért elítélt egykori tanárnő Carolyn Warmus ismét keresetet nyújtottak be az intézmény tisztviselői ellen szexuális zaklatás címén, miszerint ők kényszerítették őket az előbb említett fotókhoz való pózolásra. A bíróság november 5-én helyt adott a két nő keresetének, s Smartnak 23 875 dolláros kártérítést ítélt meg, amelyből Smart 8750 dollárt kapott, a fennmaradó részből pedig ügyvédjét, Nicholas Booke-ot fizette ki.
Börtönévei alatt drámaírással is elkezdett foglalkozni, eközben folyamatosan fellebbez kegyelmi kérvényekért, melyeket eddig elutasítottak. Legutóbb 2022-ben fordult újabb kérvénnyel a legfelsőbb bírósághoz, de ezen kérelmét is márciusban egyhangúlag elutasították azon hivatkozással, hogy nincs bizonyíték arra valóban megváltozott, ugyanakkor közvetlen szerepét a bizonyítékok ellenére a mai napig nem ismeri el. Pamela Smart most először nyilatkozott úgy, hogy sajnálja amiért nem kért korábban bocsánatot. Úgy fogalmaz, hogy éveken át másokat okolt bebörtönzéséért, éretlen, önző és rátarti volt, s túl sokáig tartott, míg felismerte szerepét férje meggyilkolásában.
Férje gyilkosa és bűntársai eközben már mind kiszabadultak a börtönből, többnyire megtört emberként.

### William „Billy” Flynn
William Flynn ügyében 1992-ben született ítélet. Esetében 40 év letöltése után lett volna esedékes feltételes szabadulása, amelyből jó magaviselet esetén 12 évet engedtek volna el. Büntetését Maine kezdte letölteni a Warren Börtönben, ahol ezidő alatt szintén tanult és magasfokú diplomát szerzett, a börtönben villanyszerelőként dolgozott és jótékonysági munkákból vette ki a részét.
2007-ben kérte büntetése további csökkentését, s bocsánatot kért Greggory Smart családjától, akik ezt nem fogadták el és Flynn szabadlábra helyezési kérelmét 2008. február 12-én elutasították, jóllehet a büntetést 25 évre mérsékelték. 2015-ben végül Flynn feltételesen kijöhetett a börtönből.

### Patrick „Pete” Randall
Flynnhez hasonlóan Randall is életfogytiglani büntetést kapott, amelyből legkorábban 40 év elteltével lett volna feltételesen szabadlábra helyezhető, szintén 12 éves halasztással, amelyre 2018-ban került volna sor. Büntetését úgyszintén Maine-ban töltötte, a Warrenben, akárcsak Flynn és vele majdnem egy időben szabadult kedvezménnyel 2015. június 4-én.

### Vance „J.R.” Lattime
Vance Lattime előbbi két tettestársához képest enyhébb büntetést kapott: az ő feltételesét 30 évben állapította meg a bíróság, 12 év kedvezménnyel, melyre 2008-ban vált jogosulttá. Lattime tíz évvel Flynn-t és Randall-t megelőzően szabadult a börtönből: 2005-ben bocsátották feltételesen szabadlábra.

### Raymond Fowler
Raymond Fowler is 30 év elteltével lett volna feltételesen szabadlábra bocsátható, kedvezményét viszont 15 évben állapították meg, mely 2003-ban lett esedékes. Abban az évben Fowler bár szabadult, de miután nem teljesítette a feltételes szabaduláshoz előírt szabályokat, ezért 2004-ben újból börtönbe került. Végül 2005-ben helyezték ismételten feltételes szabadlábra.